# Pristinicola
Pristinicola is een geslacht van weekdieren uit de klasse van de Gastropoda (slakken).

## Soort
- Pristinicola hemphilli (Pilsbry, 1890)